# Heinrich Rinne
Heinrich Rinne (* 17. Dezember 1882 in Hannover; † 30. Mai 1953 in Alfeld (Leine)) war ein deutscher Politiker (SPD), Mitglied des Niedersächsischen Landtages, Mitglied des Ernannten Niedersächsischen Landtages und Mitglied des Ernannten Hannoverschen Landtages.
Nach dem Besuch der Alfelder Volksschule absolvierte Heinrich Rinne eine Ausbildung als Former. Er trat im Jahr 1911 in die SPD ein. Im Ersten Weltkrieg leistete er Militärdienst von 1914 bis 1918, bis er verwundet wurde und zeitweise nicht arbeitsfähig war. Nach seiner Genesung arbeitete er in einer Danziger Stahlgießerei und trat noch 1918 in den Danziger Arbeiter-Soldatenrat ein. Er kehrte von Danzig nach Alfeld zurück und arbeitet dort zunächst in seinem erlernten Beruf. Seit dem Jahr 1925 wurde er beim Hildesheimer Volksblatt Filialleiter. 
Politisch war er in den Jahren 1919 bis 1933 als Stadtverordneter tätig, in den Jahren 1925 bis 1933 als Kreistagsmitglied und Kreisausschussmitglied. In der Zeit des Nationalsozialismus wurde er dreimal in Schutz- und Untersuchungshaft genommen. Nach Ende des Zweiten Weltkrieges wurde er 1945 in Alfeld Bürgermeister und ab 1947 Landrat im Landkreis Alfeld (Leine). 
Vom 23. August 1946 bis 29. Oktober 1946 war er Mitglied des ernannten Hannoverschen Landtages, vom 9. Dezember 1946 bis 28. März 1947 Mitglied des ernannten Niedersächsischen Landtages und vom 20. April 1947 bis 30. Mai 1953 Mitglied des Niedersächsischen Landtages (1. und 2. Wahlperiode). Er übernahm vom 13. Juni 1951 bis 30. Mai 1953 den Vorsitz des Eingabenausschusses.